# بيبسي
بيبسي (بالإنجليزية: Pepsi) هو مشروب غازي مكربن تصنعه شركة بيبسيكو (حاليًّا).
ويرجع إنشاؤه وتطويره في الأصل إلى عام 1893 على يد الصيدلاني كاليب برادهام، الذي قدَّمه باسم برادز درينك (Brad's Drink) وتعني مشروب بْراد، ثم أطلق عليه اسم بيبسي - كولا (Pepsi-Cola) في عام 1898، ثم اختُصر إلى بيبسي في عام 1961.

## تاريخ

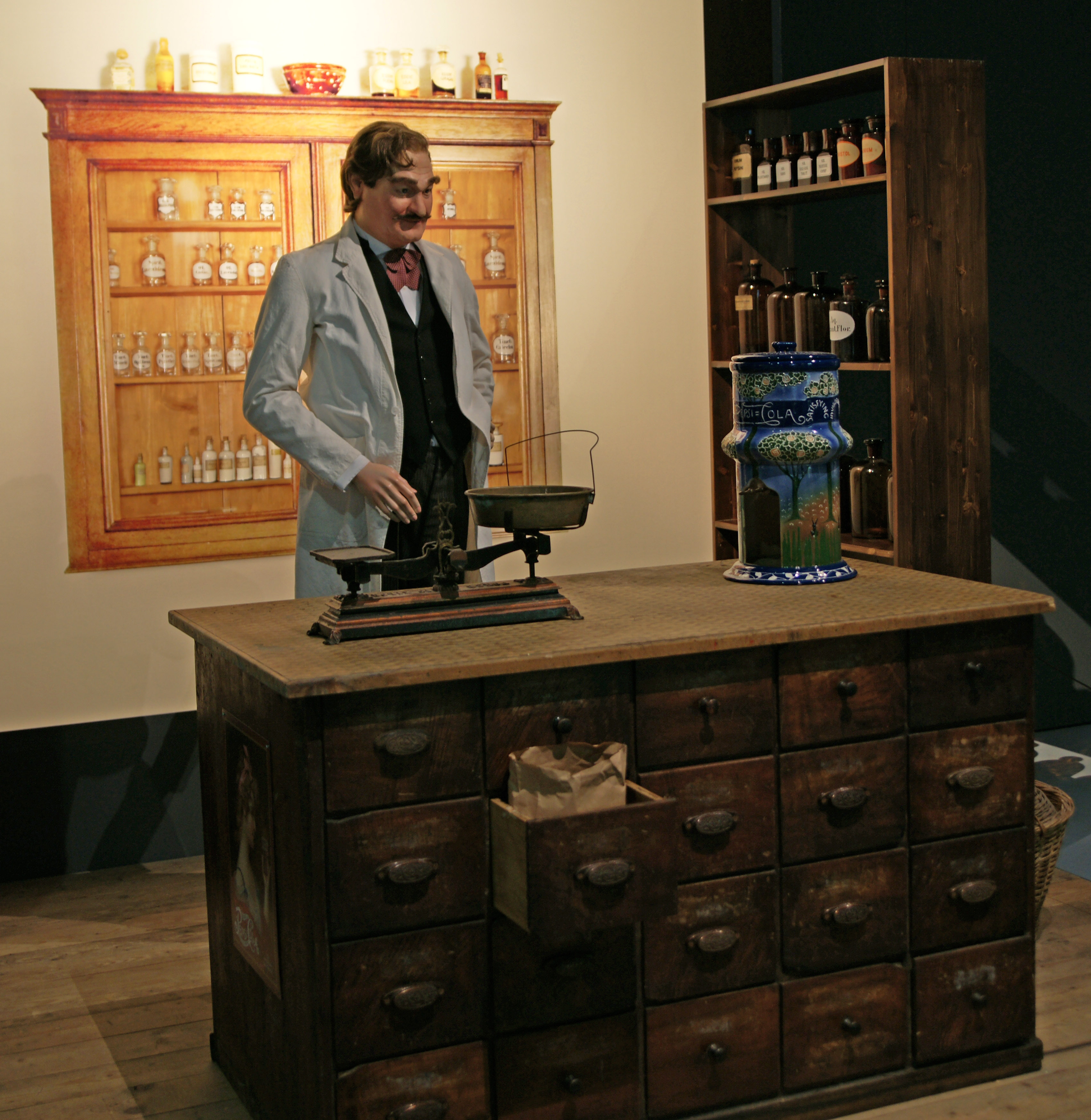
صيدلية كيّلِب برادهام مع موزع بيبسي

قُدِّم مشروب بيبسي لأول مرة باسم «برادز درينك» في نيو برن، نورث كارولينا، بالولايات المتحدة، عام 1893، على يد الصيدلاني كاليب برادهام، الذي صنعه في الصيدلية الخاصَّة به وصار يبيعه فيها.

تم استخدام العلامة النصية الأصلية لشركة بيبسي-كولا من عام 1898 حتى عام 1905.

ثم جعل اسمَه بيبسي - كولا في عام 1898، وتشير كلمة «بيبسي» إلى التخفيف من عُسر الهضم (اضطراب المعدة) و«كولا» في إشارة إلى نكهة الكولا. ويرى البعض أن كلمة «بيبسي» إشارة إلى الشراب الذي يُساعد على الهضم مثل إنزيم البيبسين الهضمي، ولكن البيبسين نفسُه لم يستخدَم أبدًا في مكوِّنات بيبسي - كولا. وتضمَّنت الوصفةُ الأصلية أيضًا السكَّر والفانيليا. وسعى برادهام إلى صُنع مشروب نافورة يكون جذابًا ويساعد على الهضم ويزيد الطاقة.
في عام 1903، نقل برادهام تعبئة زجاجات بيبسي - كولا من صيدليته إلى مستودع مستأجر. ونجح في في ذلك العام في بيع 7,968 (جالونًا) من الشراب. وفي العام صار يبيع بيبسي في عُبُوَّات بسعة ست أونصات (قرابة 177 مل)، وارتفعت المَبيعات إلى 19,848 جالونًا. وفي عام 1909، كان رائدُ سباقات السيارات بارني أولدفيلد أولَ المشاهير الذين يؤيدون بيبسي - كولا، واصفًا إياها بأنها «مشروب متنمِّر... منعش، منشط، داعم جيد قبل السباق». ثم استُخدم الإعلان «لذيذ وصحي» في العقدين التاليين.

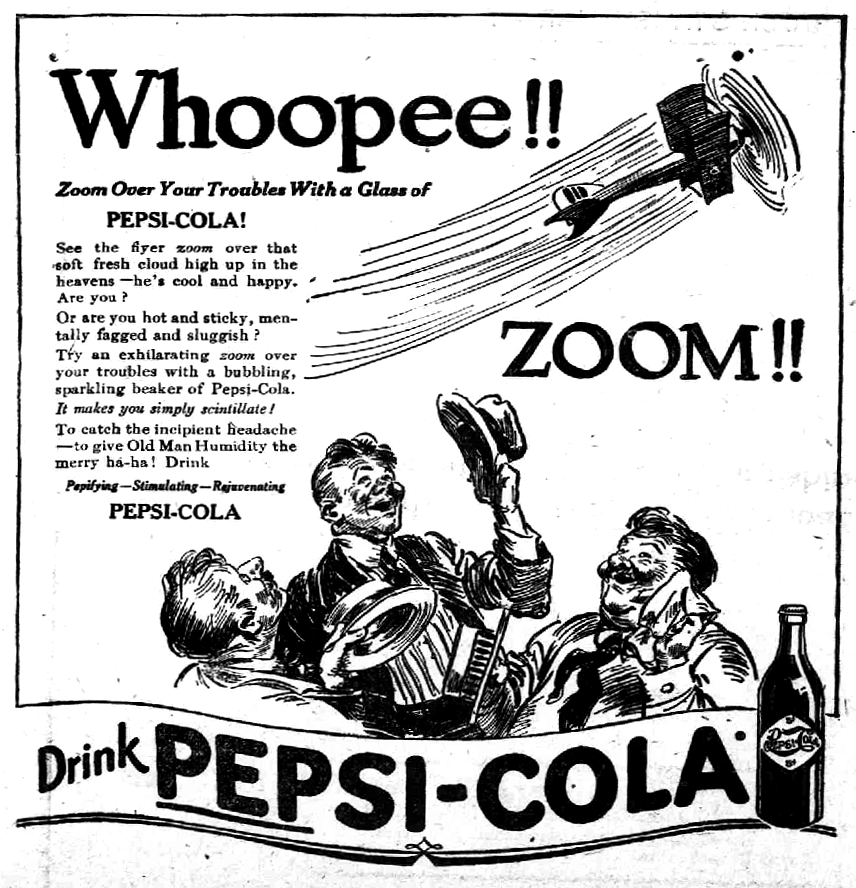
إعلان في صحيفة عام 1919 عن شركة بيبسي-كولا

في عام 1923، تعرَّضت شركة بيبسي - كولا للإفلاس؛ ويرجع ذلك في جزء كبير منه إلى الخسائر المالية التي تكبَّدتها المضاربةُ على أسعار السكَّر المتقلبة بشدَّة نتيجة الحرب العالمية الأولى، فبيعَت أصول الشركة واشترى روي سي ميغارغل علامةَ بيبسي التجارية.
لم ينجح ميغارغل في الجهود المبذولة للعثور على تمويل لإحياء العلامة التجارية، وسَرعان ما اشترى أصولَ بيبسي تشارلز غوث، رئيس شركة لوفت. كانت لوفت شركةً مصنِّعة للحلوى مع متاجر البيع بالتجزئة التي تحتوي على نوافير الصُّودا. وسعى لاستبدال كوكا - كولا في نوافير متاجره بعد أن رفضت شركة كوكا - كولا منحَه خصومات إضافية على الشراب. ثم طلب غوث من كيميائيي لوفت إعادةَ صنع صيغة شراب بيبسي - كولا.
في ثلاث مناسبات بين أعوام 1922 و1933، عُرضَ على شركة كوكا - كولا الشراء من قِبَل شركة بيبسي - كولا، لكنها رفضَت في كل مناسبة.

## تسويق

تم استخدام الشعار النصي بيبسي-كولا المصمم بأسلوب منمق من عام 1940 إلى عام 1950. أعيد تقديمه في عام 2014.

شعار بيبسي المستخدم من عام 1973 إلى عام 1987. من عام 1987 إلى عام 1991، كان الشعار هو نفسه، ولكن بخط من نوع هاندل غوثيك. تم استخدام هذا الشعار في بيبسي ثروباك (بيبسي بالشكل القديم) حتى عام 2014.

تم استخدام هذه العلامة والشعار النصي لبيبسي العالمية من 1997 إلى 2003. تم فصل العلامة النصية عن كرة بيبسي، وتم وضع علامة مائلة عليها وجعلها أكبر بكثير (مكتوبة رأسيًا على العلب) ولكنها لا تزال مكتوبة بخط هاندل غوثيك.

تم استخدام شعار بيبسي هذا من عام 2008 إلى عام 2014. أصبحت كرة بيبسي ثنائية الأبعاد مرة أخرى، وتم تغيير التصميم الأحمر والأبيض والأزرق لتبدو وكأنها ابتسامة.

شعار بيبسي الذي تم جدولة إطلاقه في خريف 2023 في الولايات المتحدة وعالميًا في 2024. هنا أصبح شعار بيبسي كلاسيكي بطريقة عصرية.

ظهرَ بيبسي في العديد من الأفلام، منها باك تو ذا فيوتشر (1985)، هوم ألون (1990)، وينز ورلد (1992)، فايت كلوب (1999)، وورلد وار زي (2013).
في عام 1992، وزعت حملة تسويق حمى رقم بيبسي في الفلبين من طريق الخطأ 800,000 غطاء زجاجة فائز بجائزة مليون بيزو الكبرى، ممَّا أدى إلى أعمال شغب ومقتل خمسة أشخاص.
في عام 1996، أطلقت شركة بيبسيكو إستراتيجية تسويق منتجات بيبسي (Pepsi Stuff) الناجحة جدًّا. تم إطلاق «المشروع الأزرق» (Project Blue) في عدة أسواق دولية خارج الولايات المتحدة في أبريل. تضمن الإطلاق أعمالًا دعائية باهظة، مثل طائرة كونكورد مطلية بألوان زرقاء (كانت مملوكة لشركة الخطوط الجوية الفرنسية) ولافتة على محطة مير (Mir) الفضائية.
تم اختبار تصميم المشروع الأزرق لأول مرة في الولايات المتحدة في يونيو 1997، وتم إصداره في جميع أنحاء العالم في عام 1998 للاحتفال بالذكرى المئوية لبيبسي. في هذه المرحلة، بدأ يشار إلى الشعار باسم «بيبسي غلوب» (Pepsi Globe) وتعني كرة بيبسي.
في أكتوبر 2008، أعلنت شركة بيبسي أنها ستعيد تصميم شعارها وتعيد تصميم العديد من منتجاتها بحلول أوائل عام 2009. في عام 2009، بدأت بيبسي، دايت بيبسي، وبيبسي ماكس في استخدام جميع الخطوط ذات الأحرف الصغيرة للعلامات التجارية ذات الأسماء التجارية. أصبحت العلامة التجارية للعلامة التجارية باللونين الأزرق والأحمر للعلامة التجارية عبارة عن سلسلة من «الابتسامات»، حيث ينحني الشريط الأبيض المركزي بزوايا مختلفة اعتمادًا على المنتج حتى عام 2010. أصدرت شركة بيبسي هذا الشعار في الولايات المتحدة في أواخر عام 2008، وتم إصداره لاحقًا في عام 2009 في كندا (أول دولة خارج الولايات المتحدة لشعار بيبسي الجديد)، البرازيل، بوليفيا، غواتيمالا، نيكاراغوا، هندوراس، السلفادور، كولومبيا، الأرجنتين، بورتوريكو، كوستاريكا، بنما، تشيلي، جمهورية الدومينيكان، الفلبين، وأستراليا. في بقية أنحاء العالم، تم إصدار الشعار الجديد في عام 2010. لا يزال الشعار القديم مستخدمًا في العديد من الأسواق الدولية، وتم التخلص التدريجي منه مؤخرًا في فرنسا والمكسيك.
في مارس 2023، كشفت بيبسي النقاب عن شعار جديد من المتوقع إطلاقه في أمريكا الشمالية في أواخر عام 2023، وعلى الصعيد الدَّولي في عام 2024. الشعار هو تحديث لشعار بيبسي "القديم". وستتحول عناصر العلامة التجارية المصاحبة من اللون الأزرق إلى الأسود، ليكون لونًا أساسيًّا لها.

### التنافس مع كوكا كولا
وفقًا لتقارير المستهلك، في السبعينيات، استمر التنافس في إشعال السوق. أجرت شركة بيبسي اختبارات تذوق أعمى في المتاجر، فيما أطلق عليه «تحدي البيبسي». أشارت هذه الاختبارات إلى أن المزيد من المستهلكين يفضلون طعم بيبسي على كوكاكولا. بدأت مبيعات بيبسي في الارتفاع، وبدأت شركة بيبسي «التحدي» في جميع أنحاء البلاد. أصبح هذا معروفًا باسم «حروب الكولا».
في عام 1985، غيرت شركة كوكا-كولا صيغة مشروبها وسط دعاية كبيرة. تم تطوير النظرية القائلة بأن الكوك الجديد، كما أصبح المشروب المعاد صياغته، قد تم اختراعه على وجه التحديد استجابةً لتحدي بيبسي. ومع ذلك، أدى رد الفعل العنيف من المستهلكين إلى قيام شركة كوكا-كولا بإعادة تقديم الصيغة الأصلية بسرعة باسم «كوكا-كولا كلاسيك».
في عام 1989، ذكر بيلي جويل التنافس بين الشركتين في أغنية «لم نبدأ النار». يشير جملة «روك آند رولر حروب الكولا» (Rock & Roller Cola Wars) إلى استخدام بيبسي وكوك للعديد من الموسيقيين في الحملات الإعلانية. استخدمت كوكاكولا باولا عبدول، بينما استخدمت بيبسي مايكل جاكسون. ثم تنافست كلتا الشركتين لجذب موسيقيين آخرين للإعلان عن مشروباتها.
ووفقا لتقرير بيفريج دايجست في 2008 على المشروبات الغازية، سهم شركة بيبسيكو في السوق الأمريكية هو 30.8 في المئة، في حين أن شركة كوكا كولا 42.7 في المئة. تتفوق شركة كوكا كولا على شركة بيبسي في معظم أنحاء الولايات المتحدة، باستثناءات ملحوظة تتمثل في وسط ألاباتشيا، داكوتا الشمالية، ويوتا. في مدينة بوفالو، نيويورك، تتفوق شركة بيبسي على شركة كوكا كولا بهامش اثنين إلى واحد.
بشكل عام، تواصل شركة كوكا-كولا التفوق على شركة بيبسي في جميع مناطق العالم تقريبًا. ومع ذلك، تشمل الاستثناءات: عمان، الهند، السعودية، باكستان، جمهورية الدومينيكان، غواتيمالا، المقاطعات الكندية لكيبيك، نيوفاوندلاند ولابرادور، نوفا سكوشا، جزيرة الأمير إدوارد، أونتاريو الشمالية.
اعتبارًا من عام 2012، تعد شركة بيبسي ثالث أكثر المشروبات الغازية شيوعًا في الهند، بحصة سوقية تبلغ 15%، خلف سبرايت وثمز اب. بالمقارنة، تعد شركة كوكا-كولا رابع أكثر المشروبات الغازية شيوعًا، حيث تحتل فقط 8.8٪ من حصة السوق الهندية.

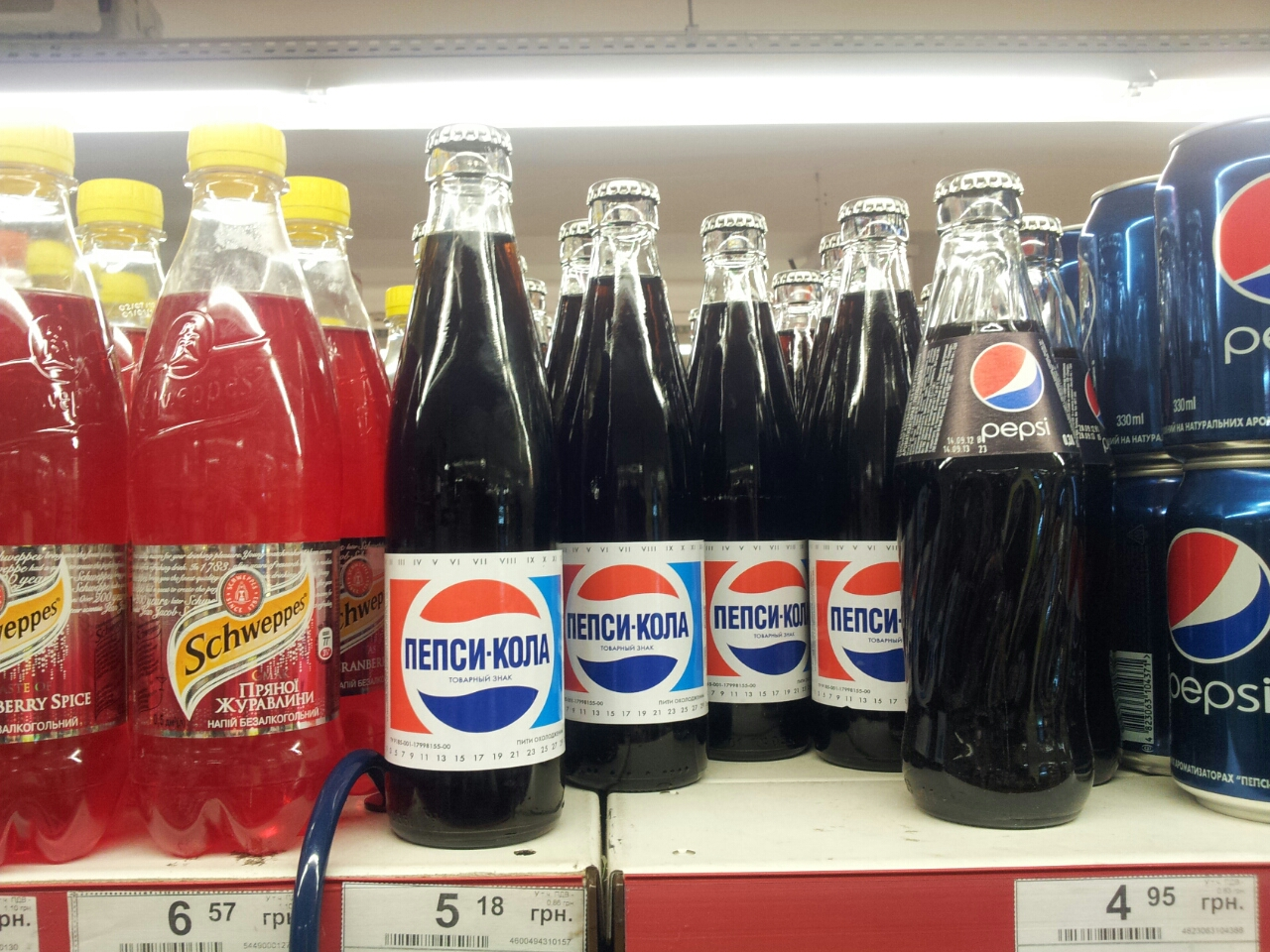
زجاجات بيبسي بأسلوب الحقبة السوفيتية في سوبر ماركت في كييف، أوكرانيا.

في روسيا، كانت لشركة بيبسي في البداية حصة سوقية أكبر من شركة كوكاكولا، لكنها تراجعت بمجرد انتهاء الحرب الباردة. في عام 1972، أبرمت شركة بيبسيكو اتفاقية مقايضة مع حكومة الاتحاد السوفيتي آنذاك، حيث مُنحت شركة بيبسيكو حقوق التصدير والتسويق الغربية لشركة ستالينشيا فودكا مقابل استيراد وتسويق شركة بيبسي السوفيتية. أدى هذا التبادل إلى أن أصبحت بيبسي أول منتج أجنبي معاقبة للبيع في الاتحاد السوفيتي.
تذكرنا الطريقة التي أصبحت بها كوكا-كولا رمزًا ثقافيًا وانتشارها العالمي ولدت كلمات مثل «استعمار كوكاكولا»، بيبسي-كولا وعلاقتها بالنظام السوفيتي حولتها إلى أيقونة. في أوائل التسعينيات، بدأ مصطلح «بيبسي سترويكا» في الظهور على أنه تورية على «بيريسترويكا»، وهي سياسة الإصلاح التي اتبعها الاتحاد السوفيتي في عهد ميخائيل جورباتشوف. نظر النقاد إلى السياسة على أنها محاولة لإدخال المنتجات الغربية في صفقات هناك مع النخب القديمة. أصبحت بيبسي، كأحد المنتجات الأمريكية الأولى في الاتحاد السوفيتي، رمزًا لتلك العلاقة والسياسة السوفيتية. وقد انعكس ذلك في كتاب المؤلف الروسي فيكتور بيليفين «جيل بي» (Generation P).
في عام 1992، بعد تفكك الاتحاد السوفيتي، تم طرح شركة كوكا-كولا في السوق الروسية. نظرًا لأنه أصبح مرتبطًا بالنظام الجديد وبيبسي مع النظام القديم، استحوذت شركة كوكا-كولا بسرعة على حصة سوقية كبيرة كان من الممكن أن تتطلب سنوات لتحقيقها. بحلول يوليو 2005، تمتعت شركة كوكا-كولا بحصة سوقية بلغت 19.4%، تليها بيبسي بنسبة 13%.
لم تبيع بيبسي المشروبات الغازية في إسرائيل حتى عام 1991. عزا العديد من الإسرائيليين وبعض المنظمات اليهودية الأمريكية تردد بيبسي السابق في توسيع العمليات في إسرائيل إلى مخاوف من مقاطعة عربية. نفت شركة بيبسي، التي لديها تجارة كبيرة ومربحة في العالم العربي، ذلك، قائلة إن الأسباب الاقتصادية، وليس السياسية، أبعدتها عن إسرائيل.

### بيبسي مان
بيبسي مان هو تميمة بيبسي الرسمية من فرع شركة بيبسي اليابانية، تم إنشاؤه في وقت ما في منتصف التسعينيات. ارتدى بيبسي مان ثلاثة أزياء مختلفة، كل واحدة تمثل النمط الحالي لعلبة بيبسي في التوزيع. تم إنشاء اثني عشر إعلانًا تجاريًا تتميز بالشخصية. يتمثل دوره في الإعلانات في الظهور مع بيبسي للأشخاص العطشى أو الأشخاص الذين يتوقون إلى المشروبات الغازية. يحدث بيبسي مان في الوقت المناسب تمامًا مع المنتج. بعد توصيل المشروب، قد يواجه بيبسي مان أحيانًا موقفًا صعبًا وعمليًا قد يؤدي إلى الإصابة. بيبسي مان صامت في الغالب، وليس له وجه سوى حفرة تنفتح كلما كان يسلم بيبسي. ظهرت أيضًا تميمة أخرى ثانوية، وهي بيبسي وومان، في عدد قليل من إعلاناتها التجارية لمشروب بيبسي تويست؛ مظهرها هو في الأساس أنثى بيبسي مان ترتدي بالاكلافا (قناع وجه أصفر) على شكل ليمون.
في عام 1994، أصدرت سيغا-اي إم 2 نسخة سيغا ساترن من لعبة القتال الأركيد فايتنغ فايبرز. في هذه اللعبة، تم تضمين بيبسي مان كشخصية خاصة، مع إدراج تخصصه على أنه القدرة على «إخماد العطش». لا يظهر في أي إصدار أو تكملة أخرى. في عام 1999، طورت شركة كيد لعبة فيديو للبلاي ستيشن بعنوان بيبسي مان. كشخصية اسمية، يركض اللاعب «على القضبان» (الحركة القسرية على مسار خطي متعرج)، ألواح التزلج، اللف، والتعثر في مناطق مختلفة، متجنبًا المخاطر وجمع علب بيبسي، كل ذلك أثناء محاولته الوصول إلى شخص عطشان كما في الإعلانات التجارية.

## رعاية رياضية
لدى شركة بيبسي صفقات رعاية رسمية مع الرابطة الوطنية لكرة القدم ودوري الهوكي الوطني والاتحاد الوطني لكرة السلة. كان راعي الدوري الأمريكي لكرة القدم حتى ديسمبر 2015 ودوري البيسبول الرئيسي حتى أبريل 2017، وكلاهما يوقع صفقات مع كوكا-كولا. من 1999 إلى 2020، حصلت شركة بيبسي أيضًا على حقوق التسمية لمركز بيبسي، وهو منشأة رياضية وترفيهية داخلية في دنفر، كولوراد، حتى تم الإعلان عن حقوق التسمية الجديدة للمكان في 22 أكتوبر 2020.
عقدت شركة بيبسي أول صفقات رعاية عالمية مع دوري أبطال أوروبا ودوري أبطال أوروبا للسيدات بدءًا من موسم 2015–16 جنبًا إلى جنب مع العلامة التجارية الشقيقة، بيبسي ماكس وأصبحت الراعي العالمي للمسابقة.
لدى بيبسي أيضًا صفقات رعاية في فرق الكريكيت الدولية. فريق الكريكيت الوطني الباكستاني هو أحد الفرق التي ترعاها العلامة التجارية. يرتدي الفريق شعار بيبسي على الجزء الأمامي من ملابسهم التجريبية واختبار مباراة اليوم الدولية (ODI).
في عام 2017، كانت شركة بيبسي الراعي القميص لفريق كرة السلة الوطني لبابوا غينيا الجديدة.

## مكونات
في الولايات المتحدة، يصنع بيبسي من المياه الغازية، شراب الذرة عالي الفركتوز، لون الكراميل، السكر، حمض الفوسفوريك، الكافيين، حمض الستريك، النكهات الطبيعية. علبة بيبسي 355 مل (12 أونصة) بها 41 جرامات من الكربوهيدرات (كلها من السكريات)، 30 ملغ من الصوديوم، 0 جرامات من الدهون، 0 جرامات من البروتين، 38 ملغ من الكافيين و 150 سعرة حرارية. يحتوي البيبسي على 10 سعرات حرارية أكثر وغرامين إضافيين من السكر والكربوهيدرات مقارنة بالكوكاكولا. البيبسي الخالي من الكافيين يحتوي على نفس المكونات ولكن بدون الكافيين.

## شعارات وصور

### شعارات

الشعار الأول تحت اسم بيبسي-كولا 1898–1905
بيبسي-كولا 1905–1906
بيبسي-كولا 1906–1940
بيبسي-كولا 1940–1950
بيبسي-كولا 1950–1962
بيبسي 1962–1973
بيبسي 1973–1987
بيبسي 1987–1991
بيبسي 1991–1997
بيبسي 1997–2003
بيبسي 2003–2006
بيبسي 2006–2008 (تواجد حتى 2010 عالميًا)
بيبسي 2008–2014 (تم تقديمه عالميًا في 2010)
بيبسي 2014–2023
بيبسي 2023–حتى الآن

### صور

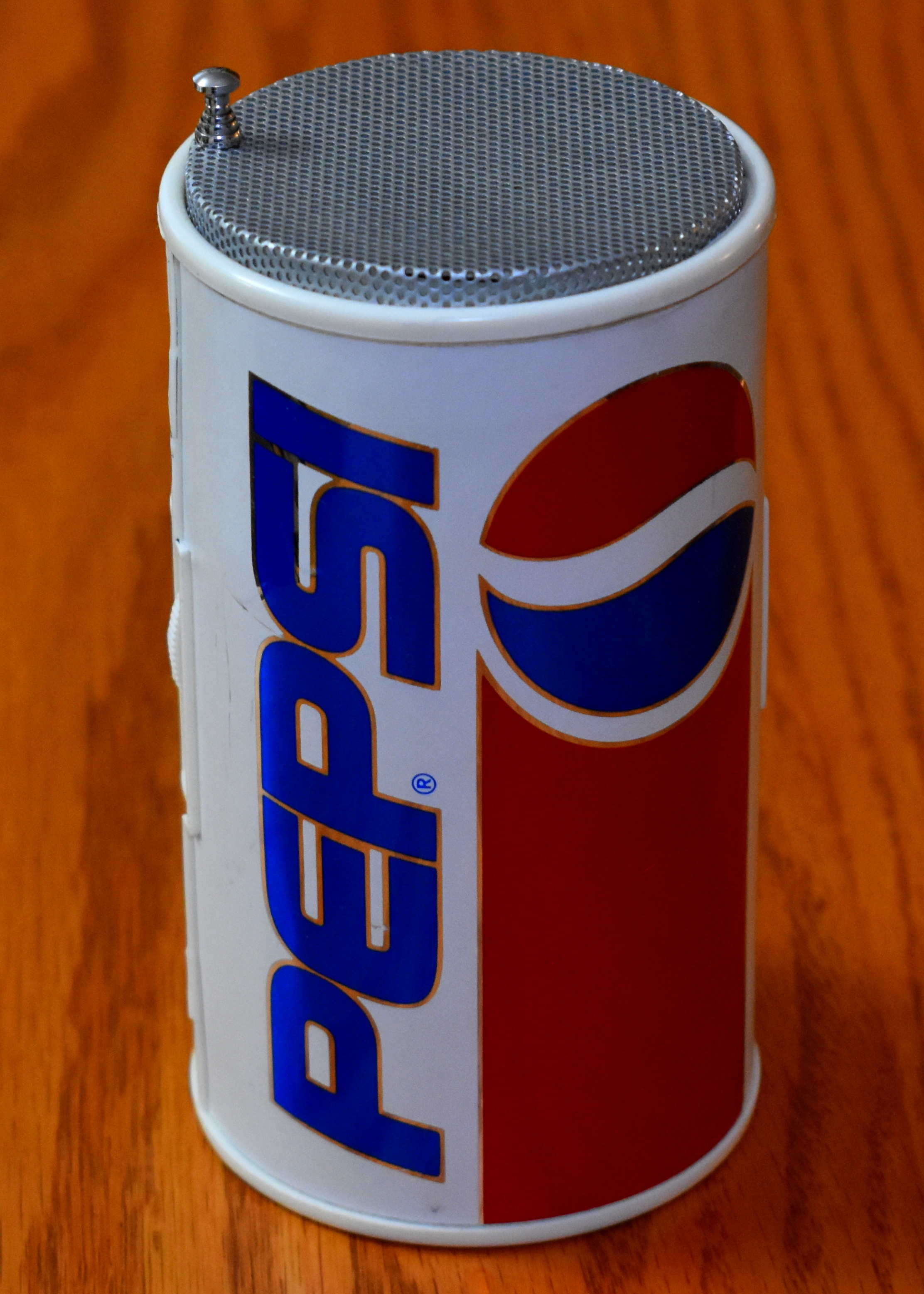
راديو بيبسي
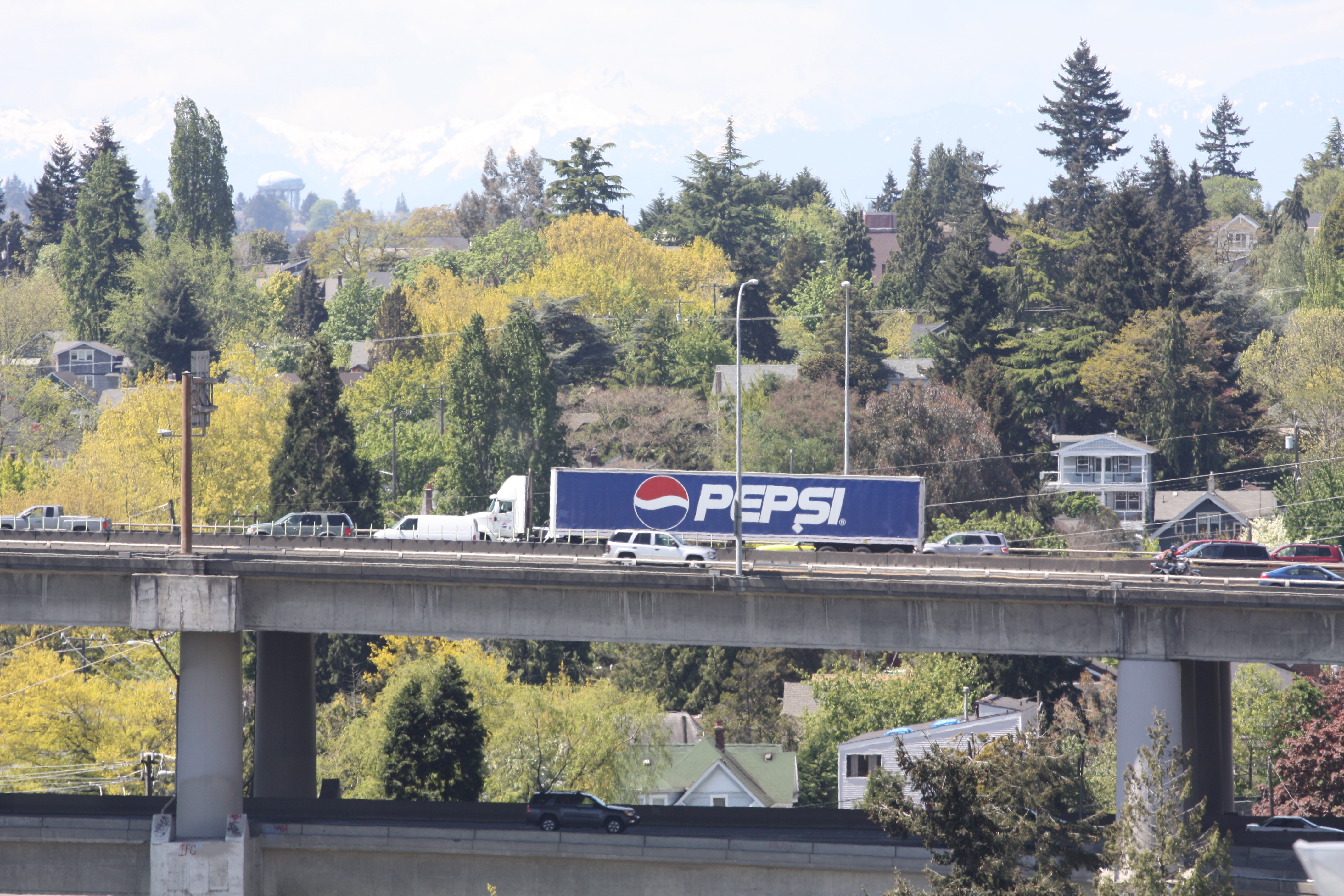
شاحنة بيبسي على الجسر في سياتل، الولايات المتحدة (2010)
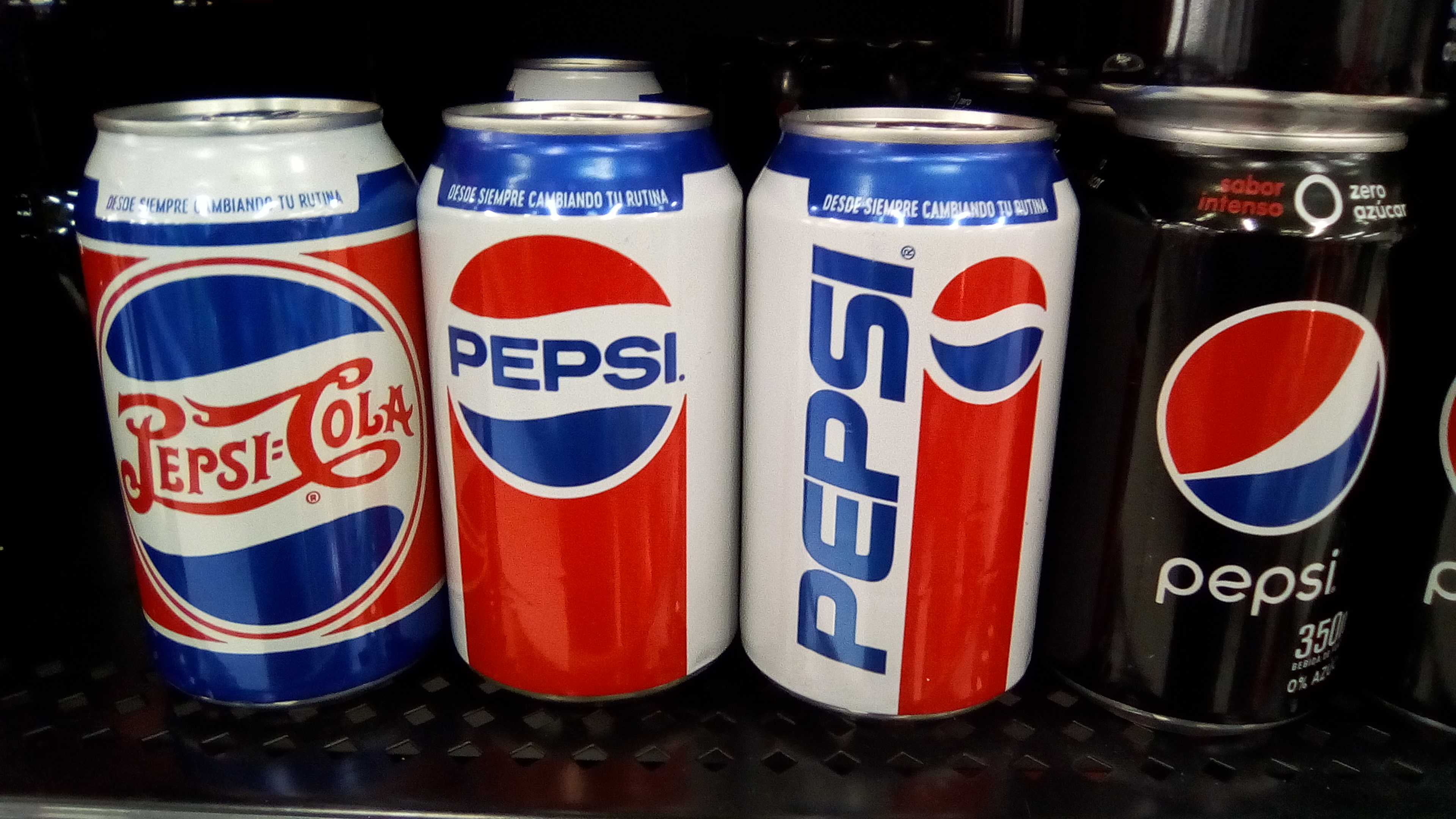
عبوات بيبسي من حقبات زمنية مختلفة
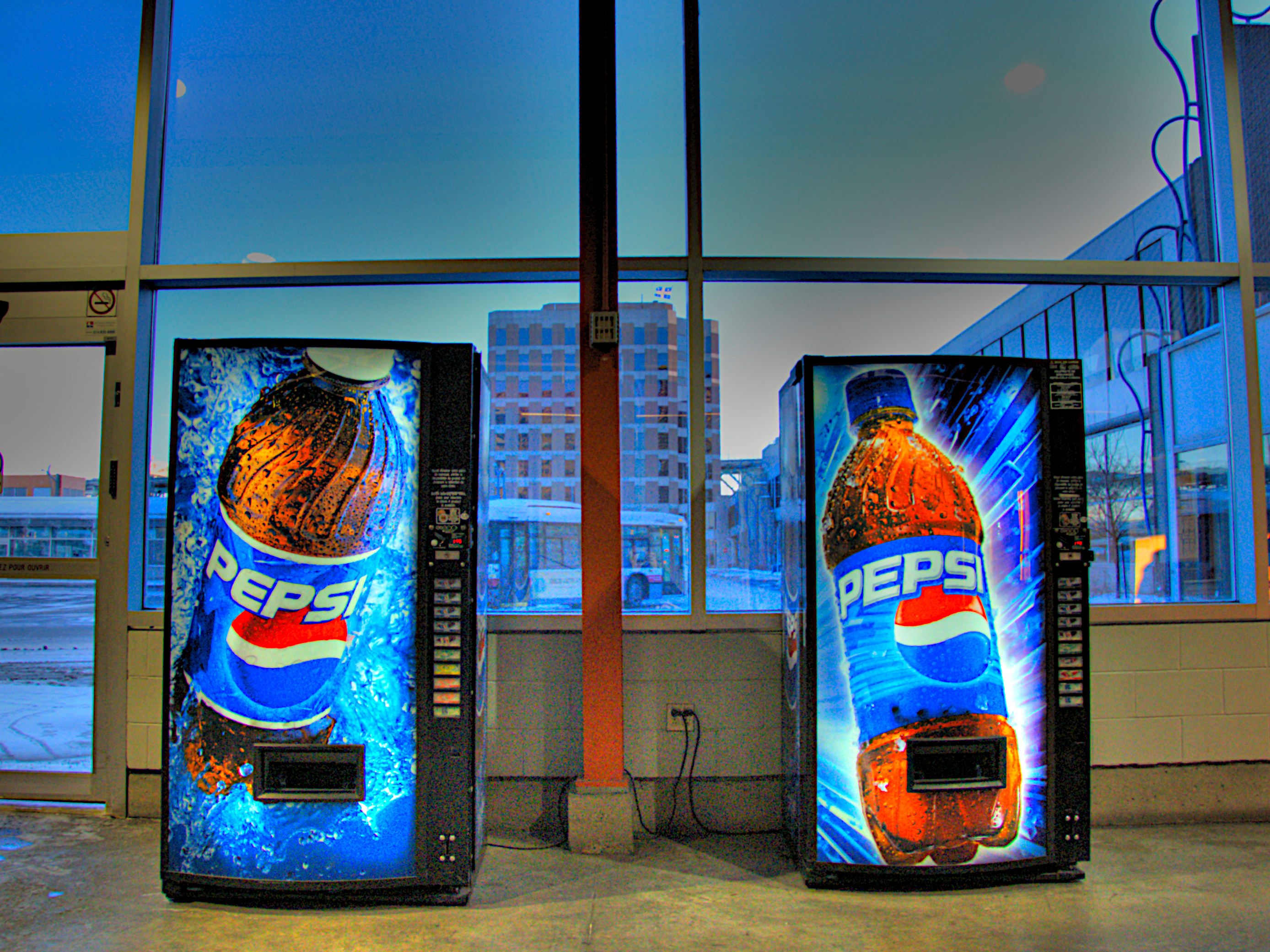
آلات بيع بيبسي في كندا (2007)
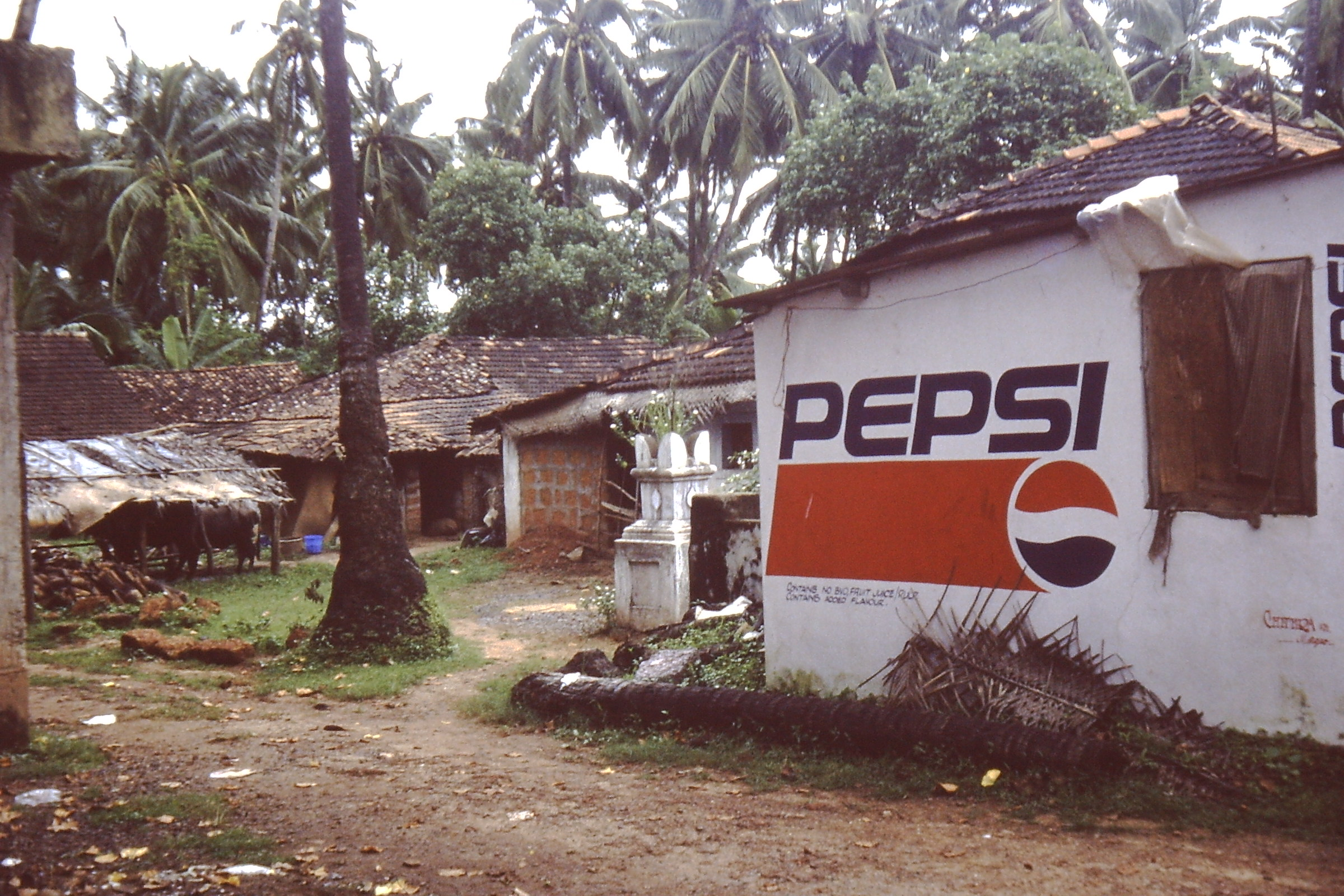
لوحة جدارية لبيبسي في الهند (1994)
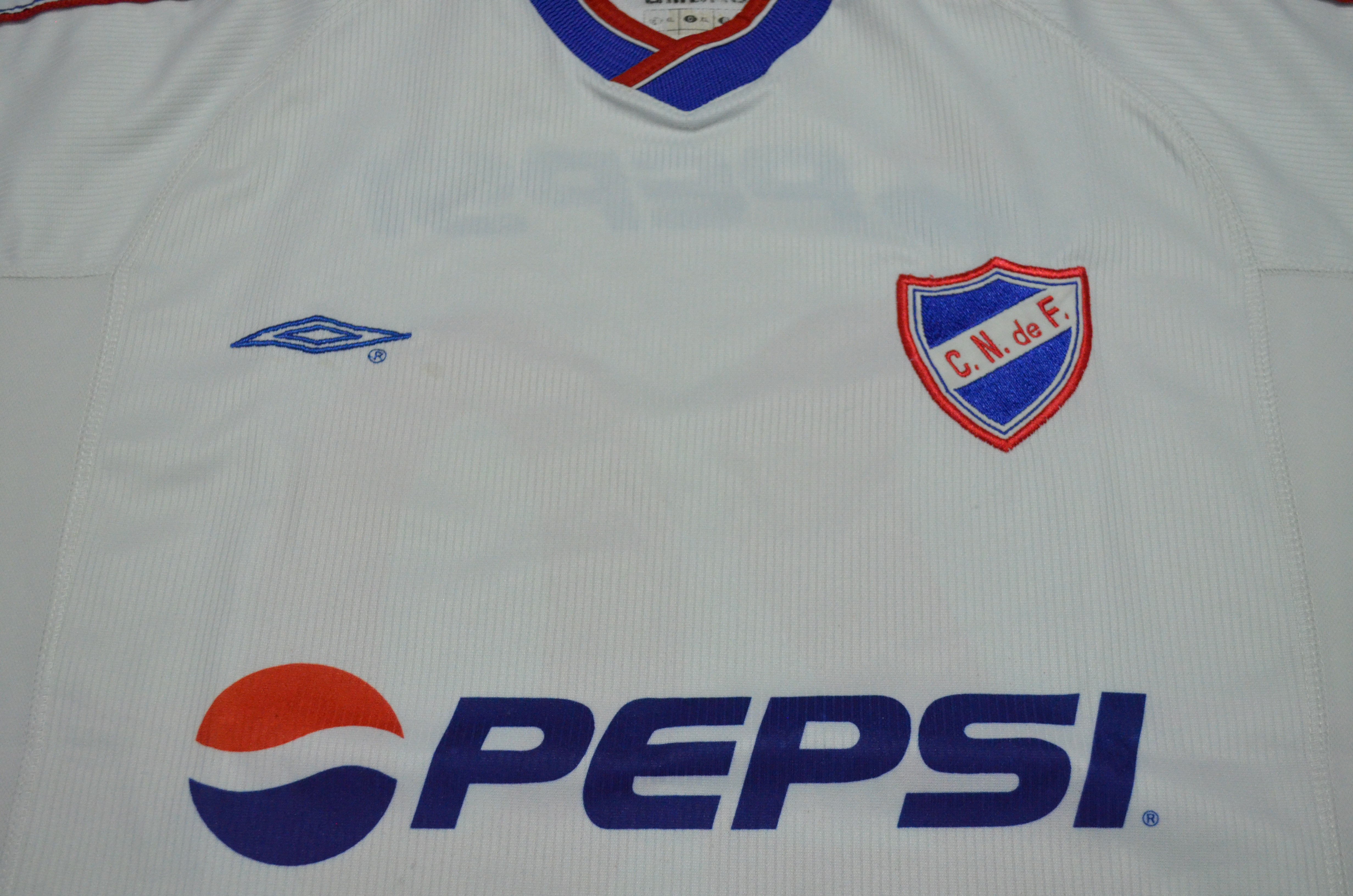
شعار بيبسي على طقم فريق ناسيونال الأوروغواياني
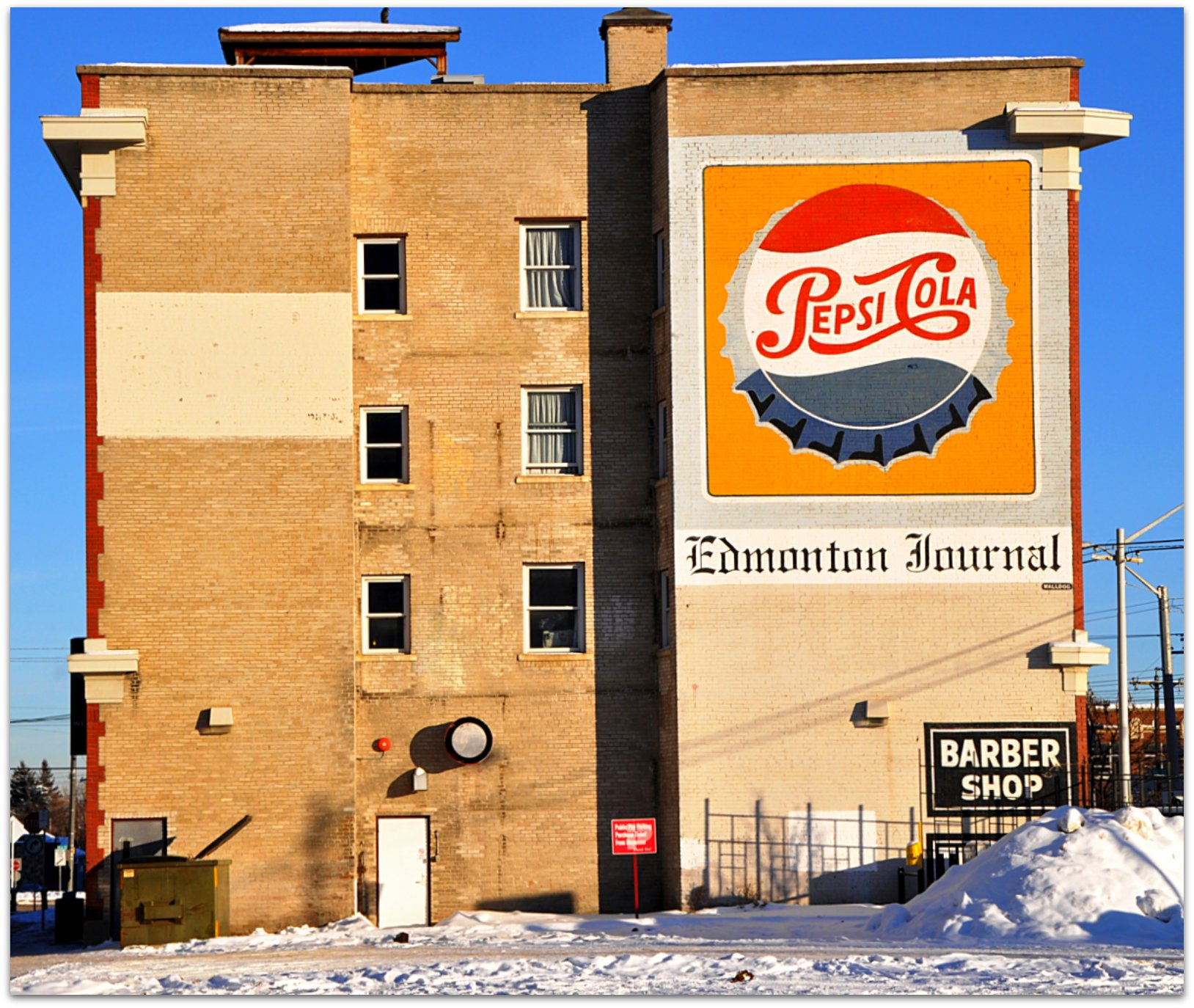
لوحة جدارية لشعار بيبسي-كولا القديم في إدمونتون، كندا (2009)
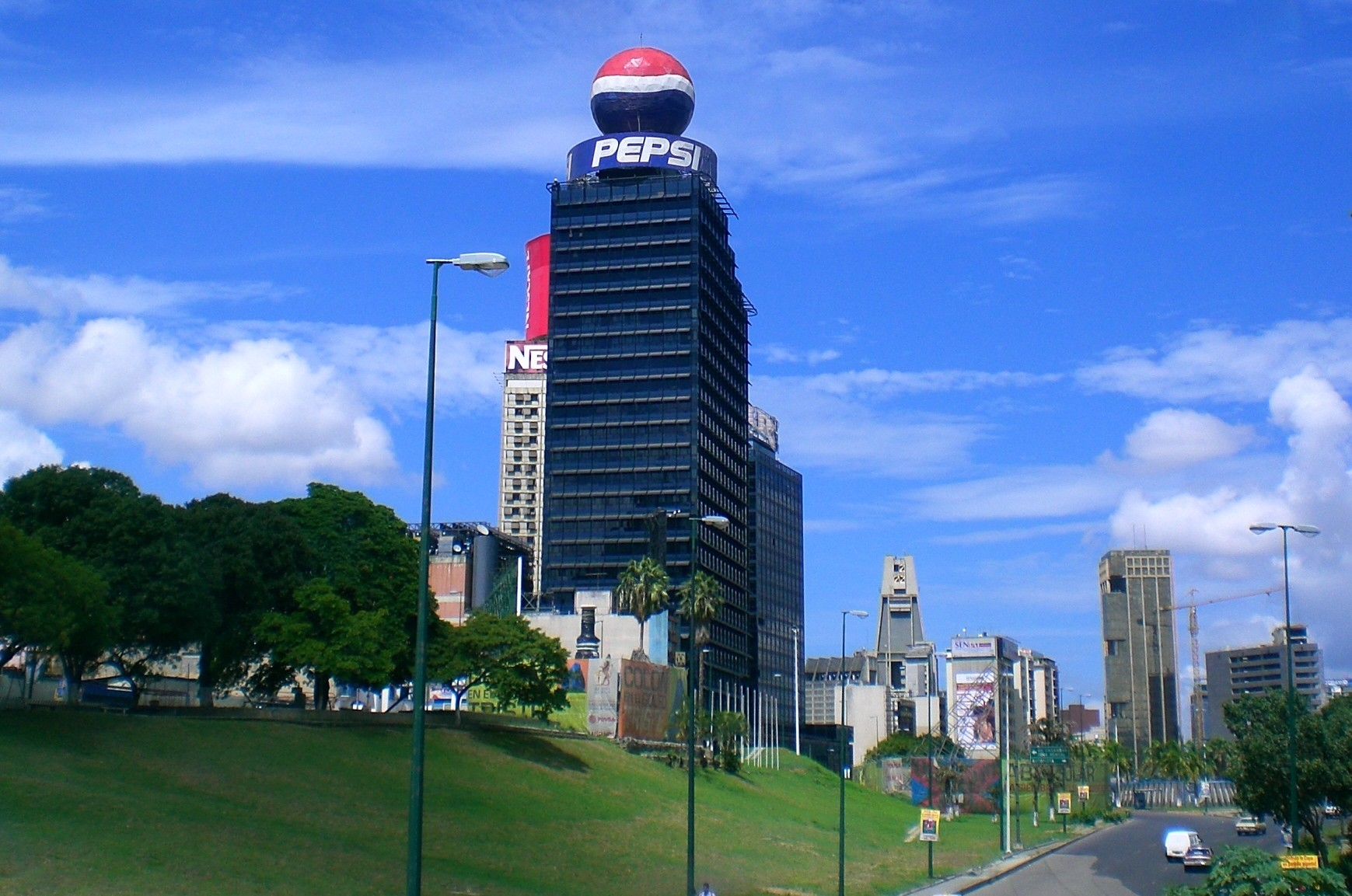
كرة بيبسي أعلى المبنى في كاراكاس، فنزويلا (2007)
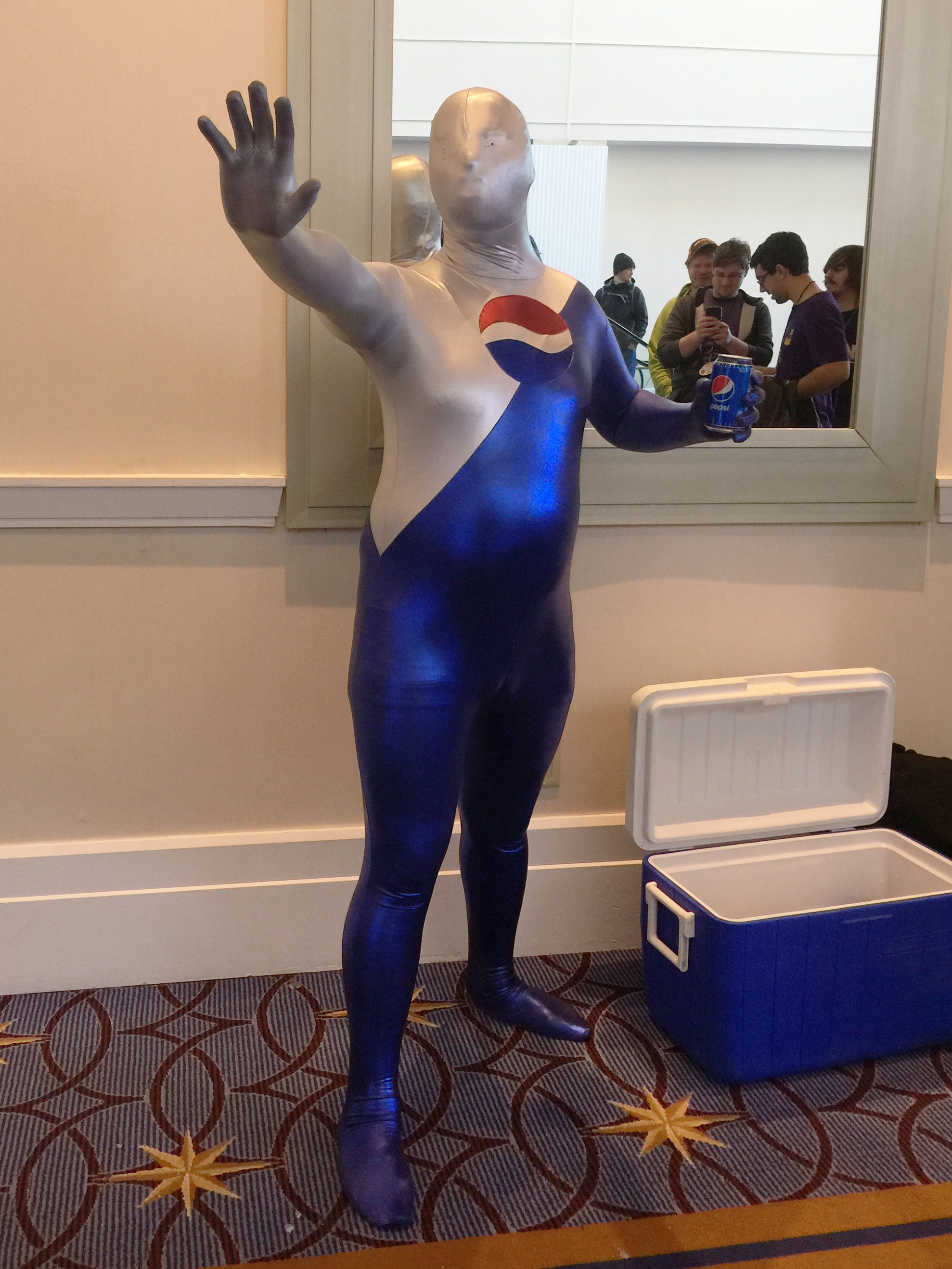
شخص متنكر بزي بيبسي مان
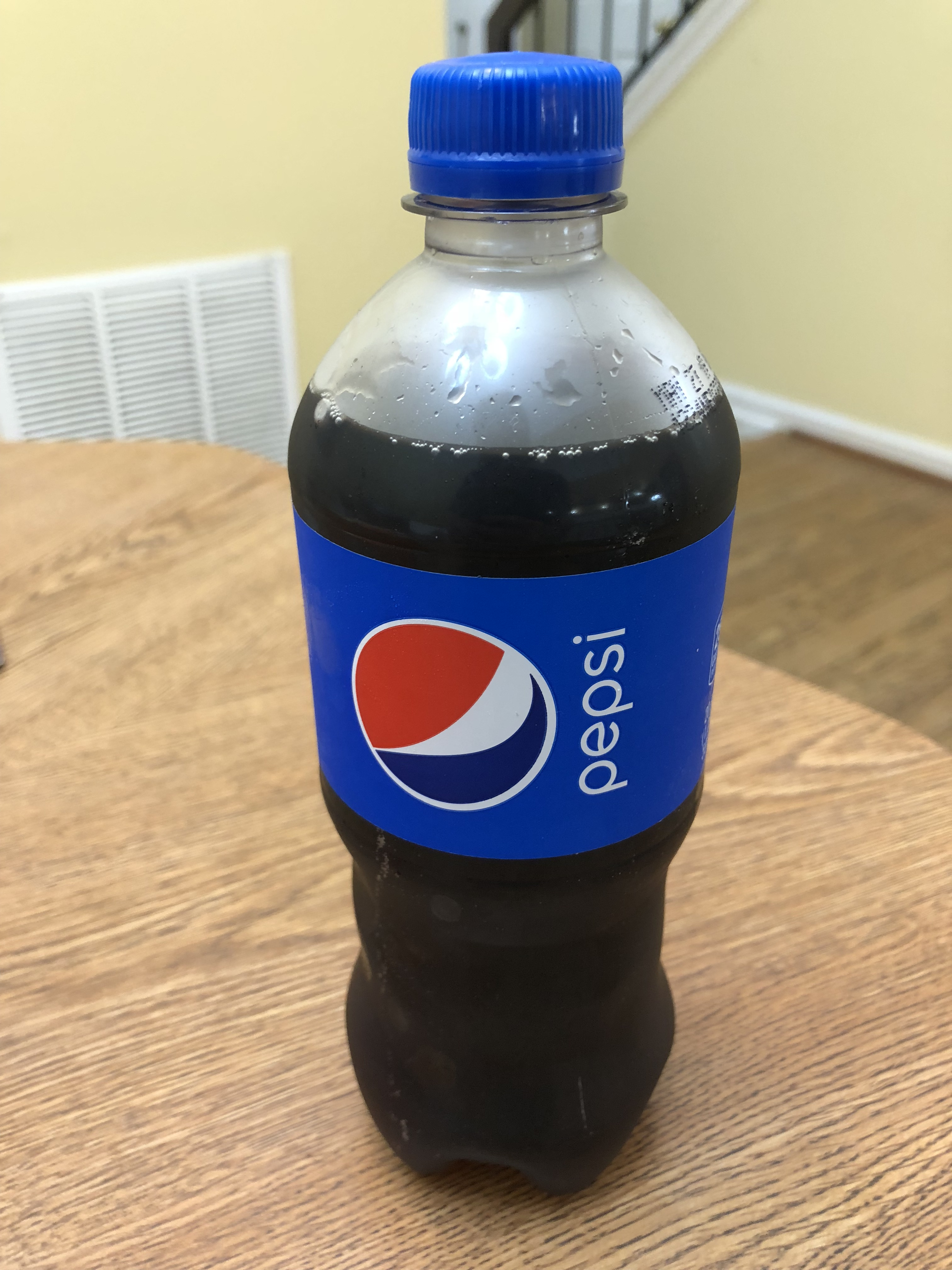
عبوة بيبسي 600 مل

## وصلات خارجية
- الموقع الرسمي (بالإنجليزية)